# سیارک ۱۹۲۵۱
سیارک ۱۹۲۵۱ (به انگلیسی: 19251 Totziens، نامگذاری:1994RY1) نوزده هزار و دویست و پنجاه و یکمین سیارک کشف شده‌است که در ۳ سپتامبر ۱۹۹۴ کشف شد.
قدر مطلق سیارک برابر ۱۳٫۱۰ است.